# Kuvuruga
Kuvuruga är ett vattendrag i Burundi.   Det ligger i provinsen Bubanza, i den nordvästra delen av landet, 30 kilometer norr om huvudstaden Bujumbura.
Omgivningarna runt Kuvuruga är en mosaik av jordbruksmark och naturlig växtlighet. Runt Kuvuruga är det tätbefolkat, med 297 invånare per kvadratkilometer.